# Singram simplex
Singram simplex is een hooiwagen uit de familie Gonyleptidae.